# الحرية (الرقة)
الحرية قرية سورية تتبع ناحية الجرنية في منطقة الثورة في محافظة الرقة. بلغ عدد سكانها 810 نسمة في عام 2004 حسب إحصاء المكتب المركزي للإحصاء.